# Schoolkat

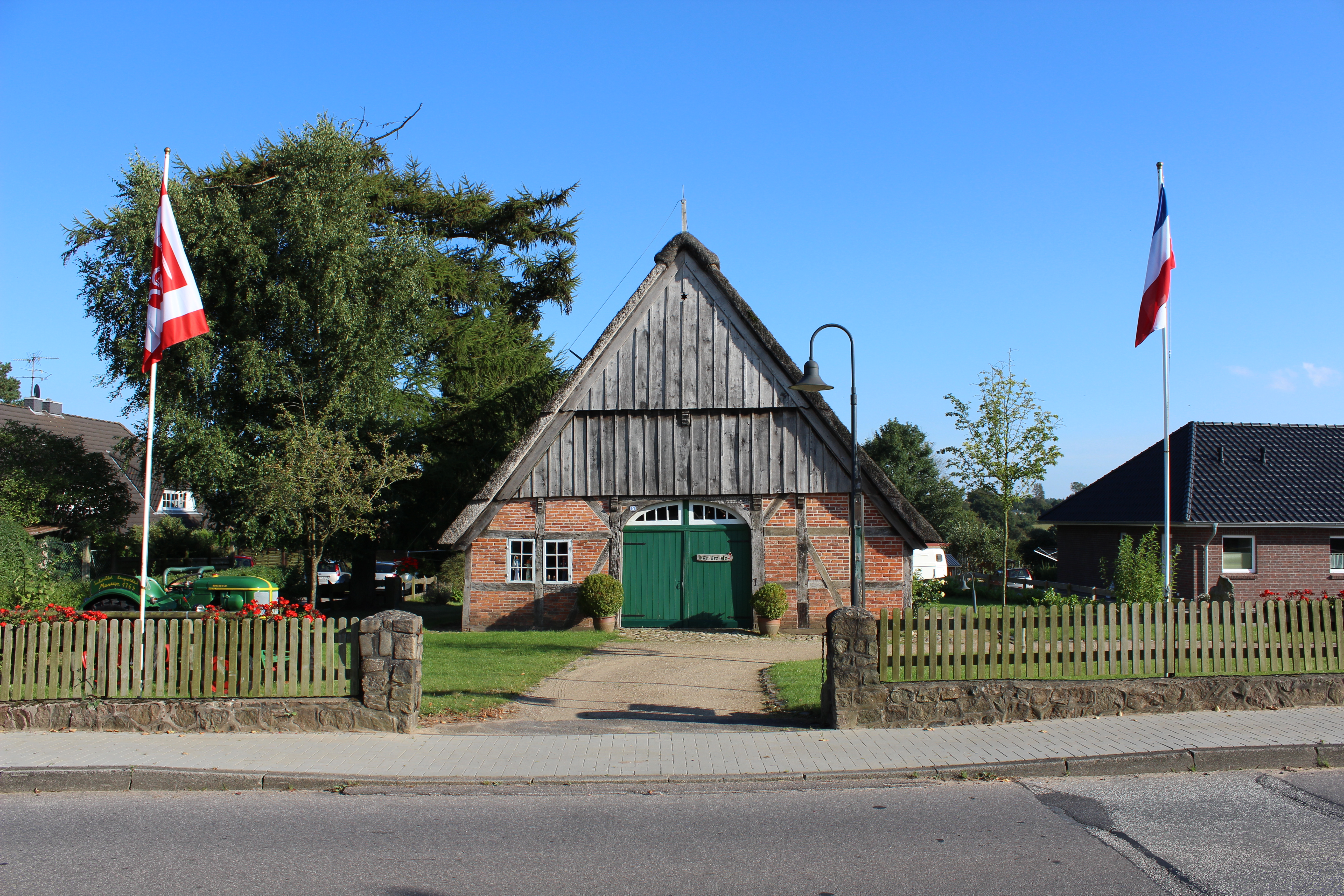
Die Schoolkat in Langwedel

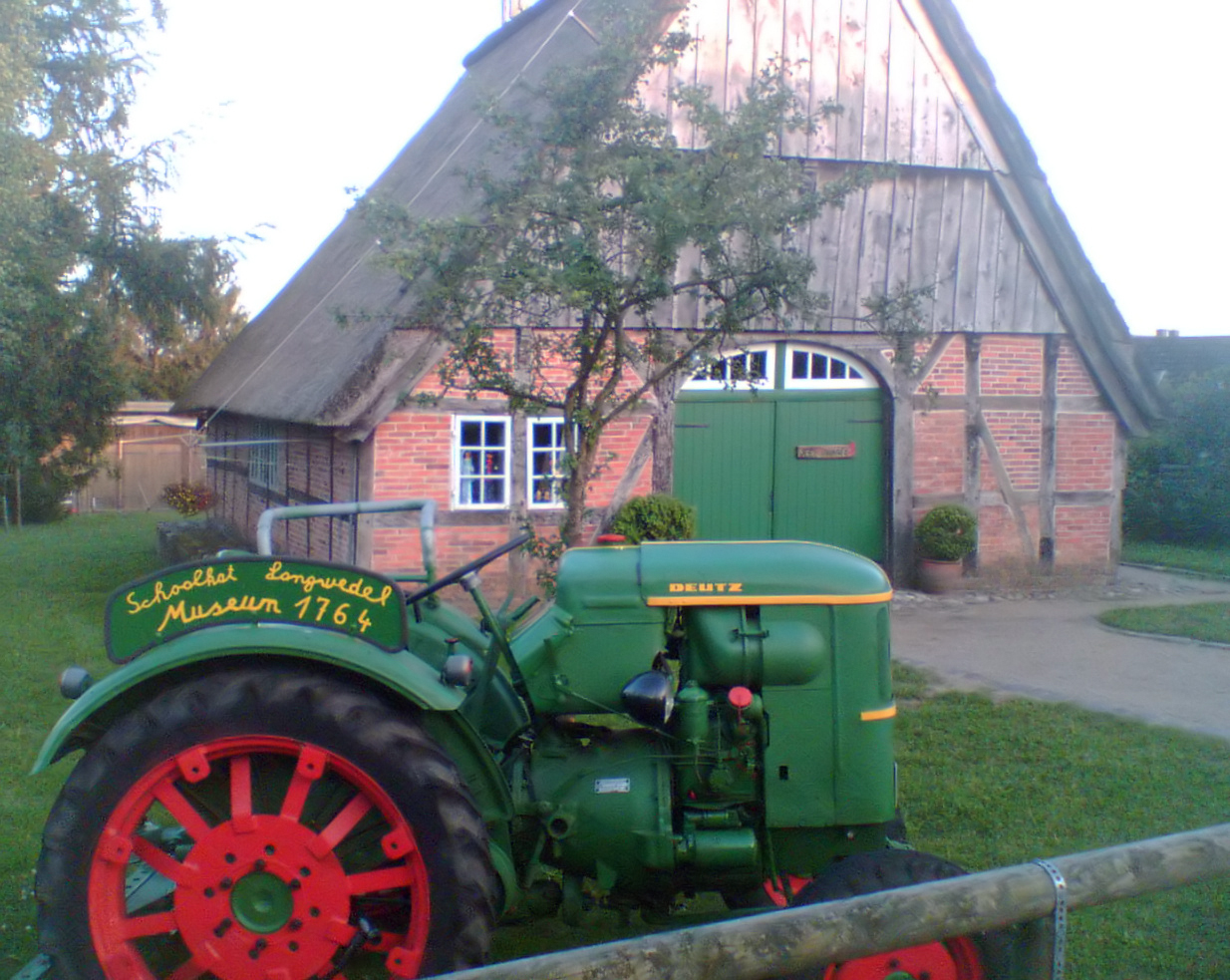
Deutztraktor vor dem Museum

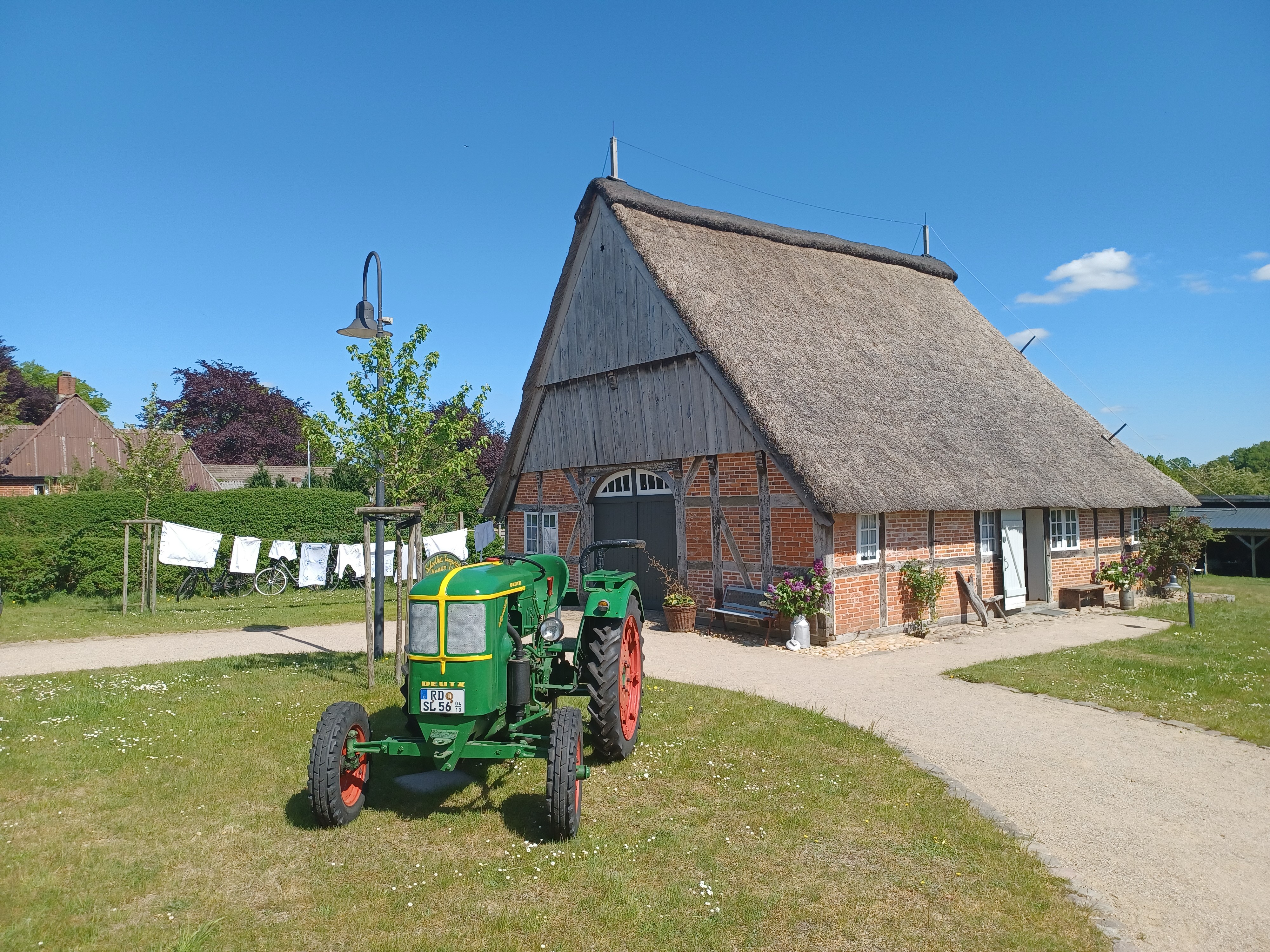
Museum Schoolkat in Langwedel

Die Schoolkat (plattdeutsch für: Schulkate) ist ein seit 1994 bestehendes Heimatmuseum in Langwedel im Kreis Rendsburg-Eckernförde in Schleswig-Holstein.

## Ausstellung

### Schoolstuv (plattdeutsch für:Schulstube)
Die Schulstube zeigt den Schulalltag früherer Jahrhunderte mit Schulbänken aus der Zeit um 1900, Schiefertafeln, Anatomiemodellen, Lehrmitteln, Büchern, Stiften und weiteren Exponaten.

### Diele
In der Diele sind Alltagsgegenstände des ländlichen Lebens sowie Exponate früherer Technik ausgestellt.

### Remise
Die in der Remise ausgestellten Maschinen und Werkzeuge gliedern sich in den hauswirtschaftlichen und den landwirtschaftlichen Teil eines Bauernhofes. Zu sehen sind Geräte zur Erleichterung der Hausarbeit und Maschinen zur Bearbeitung der Felder sowie zur Verarbeitung der Ernteerträge.

## Geschichte
Als erstes Schulgebäude errichtete man nahe dem Dorfplatz ein niederdeutsches Fachhallenhaus mit Reetdach. Die Schoolkat in Zwei-Ständer-Bauweise war Lehrerwohnung und hatte für den Unterricht eine Schulstube in der nördlichen Abseite. Das Große Tor der Schulkate zeigt nach Westen, zur Nortorfer Straße. In den Sturzbalken des Tores ist eingekerbt: „ANNO 1764 + AM 27 MERTZ + IST DIESES SHULHAUS + GEBAUT +“ – Ein Balkenstummel zeigt die Jahreszahl 1765, vermutlich das Ende des Innenausbaus. Heute dient die denkmalgeschützte Kate als Dorfmuseum, betreut vom 1994 gegründeten Kultur- und Museumsverein.

## Sonstiges
Die Schoolkat ist eine offizielle Außenstelle des Standesamtes und kann für Trauungen genutzt werden.

## Organisatorisches
Das Museum wird durch einen Museumsverein betrieben, der dort regelmäßig kulturelle
Veranstaltungen organisiert. Es ist an von Juli bis September jeden Sonntag am Nachmittag geöffnet.